# Тиреоидит
Ти́реоиди́т — воспаление щитовидной железы. Термин объединяет заболевания щитовидной железы различной этиологии и патогенеза, обязательным компонентом которых является наличие воспалительного процесса. Сходная клиническая симптоматика данной группы заболеваний в ряде случаев затрудняет дифференциальную диагностику.

## Классификация
Клиническая классификация заболеваний щитовидной железы различает:
- Острый тиреоидит (диффузный и очаговый):

1. Гнойный;
2. Негнойный.

- Подострый тиреоидит:

1. Диффузный;
2. Очаговый.

- Хронический тиреоидит:

1. Фиброзно-инвазивный (зоб Риделя);
2. Лимфоцитарный (аутоиммунный, зоб Хасимото);
3. Послеродовой;
4. Специфический:

а) — туберкулёзный;
б) — сифилитический;
в) — септикомикозный.